# Adolphe Boisse
Pour les articles homonymes, voir Boisse (homonymie).
Adolphe André Marie Boisse, né à Rodez, en Aveyron, le 16 septembre 1810 et mort le 18 janvier 1896 dans la même ville, est  un homme politique et un ingénieur civil français.

## Ses origines familiales
Adolphe Boisse est né le 16 septembre 1810 à Rodez, place du Bourg, dans la maison de l'Annonciation. Il est le fils de Jean André François Boisse et de Marie Madeleine Julie Carcenac de Bourran. 
Sa famille, originaire du Quercy, a occupé un rang important à Rodez dès le XVIIIe siècle, ses ancêtres y occuperont des charges d'avocat en parlement et de procureur du roi au sénéchal et présidial de Rodez. Jean-François Boisse sera également premier consul du bourg de Rodez en 1758 et seigneur de plusieurs fiefs. 
Au XIXe siècle, son fils Émile Boisse de Black sera contre-amiral, et sa fille Yvonne Boisse de Black sera géologue. 
La famille Boisse porte pour armes : D'argent au chevron de gueules accompagné en pointe d'une tasse de même (enregistrées en 1667).

## Sa carrière
En 1832, Adolphe Boisse est admis à l'École royale des mines d'où il sort en 1835 avec le titre d’ingénieur. 
Dès 1836, il est nommé à la direction des mines de Carmaux. Il développe les mines  en n’ayant de cesse que de travailler à l’amélioration de la sécurité des mineurs. Inventeur, il met au point un appareil respiratoire de type scaphandre pour permettre aux équipes de sauvetage de pénétrer dans les mines remplies de gaz irrespirables. Il construit une pompe en eau de la chaudière des machines à vapeur dans le but de supprimer les explosions aux conséquences catastrophiques. À ces fonctions s'ajouteront celles de directeur général des chemins de fer de Carmaux à Albi ; cette ligne ferroviaire ne servait qu'au transport du charbon. Il se charge également du tracé de la ligne Rodez-Toulouse.
Il épousera en 1846 Justine Dauban.
Il est aussi membre fondateur, vice-président (1863-1869) et président (1869-1892) de la Société des lettres, sciences et arts de l'Aveyron, vice-secrétaire de la Société centrale d'agriculture de ce département, membre de l'Institut des provinces, de la Société géologique de France et de la Société parisienne d'histoire et d'archéologie. 
Travailleur infatigable et esprit méthodique et curieux, Adolphe Boisse s’intéresse à de nombreux sujets comme l'archéologie, la météorologie, l'étude de météores, la géologie, les questions agricoles. C'est lui qui introduira dans le département la technique du chaulage agricole.
La somme de ses travaux d'exploration géologique de l'Aveyron a été consacrée par la création à Bozouls, où il possédait le château du Colombié,  de « Terra Memoria », musée destiné à la vulgarisation des connaissances sur l'évolution des paysages.

## Ses mandats politiques
Adolphe Boisse fut député de l'Aveyron de 1871 à 1876 puis sénateur de 1876 à 1885.

## Sources
- Ressources relatives à la vie publique :   - Sénat
  - Base Sycomore
- Ressource relative à la recherche :   - La France savante
- « Adolphe Boisse », dans Adolphe Robert et Gaston Cougny, Dictionnaire des parlementaires français, Edgar Bourloton, 1889-1891 [détail de l’édition]
- « Adolphe Boisse », dans le Dictionnaire des parlementaires français (1889-1940), sous la direction de Jean Jolly, PUF, 1960 [détail de l’édition]
- Revue du Rouergue, Cent cinquante ans d'une académie de province. La Société des lettres, sciences et arts de l'Aveyron, année 1986, pages 39 à 56